# パーソナルコンピュータユーザ利用技術協会
社団法人パーソナルコンピュータユーザ利用技術協会（パーソナルコンピュータユーザりようぎじゅつきょうかい、Personal Computer Users' Application Technology Association、略称 パソコンユーザ利用技術協会、パソコン技術協会、PCUA）は、日本マイコンクラブを母体として設立された社団法人。通商産業省認可公益法人。日本学術会議協力学術研究団体。
パーソナルコンピュータユーザの利用技術に関する調査及び研究・普及啓発・情報の収集及び提供等を行うことにより、情報リテラシの涵養を図り、情報化社会の健全な発展に寄与することを目的としていた。 
「パーソナルコンピュータユーザ利用技術協会論文誌」の発行や、パソコン利用技術研究集会・研究会なども行われていた。
なお協会清算後の残余財産は、上位団体である社団法人電子情報技術産業協会に寄付された。
また研究集会を運営していた会員が中心となってパーソナルコンピュータ利用技術学会が設立され、学術的活動はこの団体に継承されている。

## 経緯
- 1991年5月9日  - 日本マイコンクラブを母体として設立（登記は5月17日）
- 1997年7月 - 日本学術会議に学術研究団体として登録
- 2006年6月30日 - 解散

## 歴代の会長
所属肩書きは就任当時のもの
- 1991年5月 9日 - 1992年6月 7日： 渡邊茂（都立科学技術大学学長）
- 1992年6月 8日 - 2003年5月26日： 大野豊（立命館大学教授、京都大学名誉教授）
- 2003年5月27日 - 2006年6月30日： 中西俊男（徳島文理大学教授）

## 資格

### パーソナルコンピュータ利用技術認定試験
略称、PAT試験。英称、Personal computer Application Technology qualification test。
日本マイコンクラブが運営していたマイクロコンピュータ利用者認定試験が前身。
大学入学資格検定では、情報関係基礎科目の免除対象となっていた。
第1回実施は1983年。平成17年度実施をもって終了。
試験区分は、1級・準1級（旧2級）・2級（旧3級）・3級（旧4級）の5つ。
下級から順に合格する必要があり上級をいきなり受験することはできない。

### パソコンネットワーク利用技術試験
略称、NASKA。初回開催は、平成9年12月25日。平成18年3月31日をもって終了。
試験区分はノービスクラス・スタンダードクラス・エキスパートクラスの3つ。
下級から順に合格する必要があり上級をいきなり受験することはできない。
インターネット上で24時間いつでも受験することができ、また受験料も無料であったが、資格認定のためには有料で発行される証書が必要であった。